# Abbaye Saint-Benoît de Port-Valais
Pour les articles homonymes, voir Abbaye Saint-Benoît.
L'abbaye Saint-Benoît de Port-Valais est un monastère bénédictin situé au Bouveret en Suisse romande. C'est une abbaye hors congrégation Monasterium monachorum extra congregationes, dépendant directement de la confédération bénédictine.

## Historique
En 1924, deux moines de l'abbaye belge de Maredsous, Dom Hildebrand Zimmermann, de nationalité suisse, et Dom Bonaventure Sodar, belge, voulurent, avec l'accord de l'Abbé de Maredsous, rétablir la vie bénédictine en Suisse romande. Ils s'installent d'abord à l'ermitage de Longeborgne à Bramois près de Sion.
Le lieu s'avérant vite trop petit pour permettre le développement de la communauté, le monastère alla s'établir au château de Corbières, dans le canton de Fribourg, non loin de Bulle. La communauté est érigée en Prieuré conventuel en 1935. À cette époque, en Suisse, les articles d'exception interdisent de fonder de nouvelles communautés monastiques : en conséquence, le Prieuré fut placé sous la juridiction directe du Père Abbé Primat de la Confédération bénédictine et elle demeura discrète.
En 1956, la communauté déménage à nouveau, vers la commune du Bouveret. Cette même année, le monastère est érigé en abbaye, et Dom Bonaventure en devient le premier Père Abbé.
L'abbaye est responsable de l'ermitage de Longeborgne
Aujourd'hui l'abbaye compte une vingtaine de moines.

## Publications
- Colophons de manuscrits occidentaux des origines au XVIe siècle, Fribourg, Éditions universitaires
  - t. 1 : A-D, 1967,
  - t. 2 : E-H, 1967,
  - t. 3 :  I-J, 1973
  - t. 4 : L-O, 1976, [lire en ligne]
  - t. 5 :  P-Z, 1979
  - t. 6 : lieux, anonymes, 1982